# William de Asevedo Furtado
William de Asevedo Furtado, conosciuto semplicemente come William (Pelotas, 3 aprile 1995), è un calciatore brasiliano, difensore del Cruzeiro.

## Carriera

### Club
Ha sempre giocato in Brasile, prima nelle giovanili della Juventude, dal 2011 al 2012 e poi in quelle dell'Internacional, con cui esordisce in prima squadra il 7 maggio 2015 nell'andata degli ottavi di Coppa Libertadores, in trasferta contro l'Atlético Mineiro. Il 31 maggio 2015 arriva l'esordio in campionato, nello 0-0 casalingo contro il San Paolo.

### Nazionale
Ha fatto parte della Nazionale Under-20 brasiliana.
Viene convocato per le Olimpiadi 2016 in Brasile.

## Statistiche

### Presenze e reti nei club
Statistiche aggiornate al 3 dicembre 2017.
| Stagione             | Squadra              | Campionato           | Campionato | Campionato | Coppe nazionali | Coppe nazionali | Coppe nazionali | Coppe continentali | Coppe continentali | Coppe continentali | Altre coppe | Altre coppe | Altre coppe | Totale | Totale | Totale |
| Stagione             | Squadra              | Comp                 | Pres       | Reti       | Comp            | Pres            | Reti            | Comp               | Pres               | Reti               | Comp        | Pres        | Reti        | Pres   | Reti   |        |
| -------------------- | -------------------- | -------------------- | ---------- | ---------- | --------------- | --------------- | --------------- | ------------------ | ------------------ | ------------------ | ----------- | ----------- | ----------- | ------ | ------ | ------ |
| 2015                 | Internacional        | A+G                  | 29+8       | 0          | CB              | 4               | 0               | CL                 | 6                  | 0                  | -           | -           | -           | 47     | 0      |        |
| 2016                 | Internacional        | A+G                  | 12+11      | 0          | CB              | 2               | 1               | -                  | -                  | -                  | -           | -           | -           | 25     | 1      |        |
| 2017                 | Internacional        | B+G                  | 2+12       | 0          | CB              | 1               | 0               | -                  | -                  | -                  | -           | -           | -           | 15     | 0      |        |
| Totale Internacional | Totale Internacional | Totale Internacional | 43+31      | 0          | -               | 7               | 1               | -                  | 6                  | 0                  | -           | -           | -           | 87     | 1      |        |
| 2017-2018            | Wolfsburg            | BL                   | 4          | 0          | CG              | 0               | 0               | -                  | -                  | -                  | -           | -           | -           | 4      | 0      |        |
| Totale carriera      | Totale carriera      | Totale carriera      | 78         | 0          | -               | 7               | 1               | -                  | 6                  | 0                  | -           | -           | -           | 91     | 1      |        |

## Palmarès

### Club
- Campionato Gaúcho: 2

Internacional: 2015, 2016

### Nazionale
- Oro olimpico: 1

Rio de Janeiro 2016